# AGR3
AGR3‏ (Anterior gradient 3, protein disulphide isomerase family member) هوَ بروتين يُشَفر بواسطة جين AGR3 في الإنسان.